# Theodor Schäfer (Theologe)

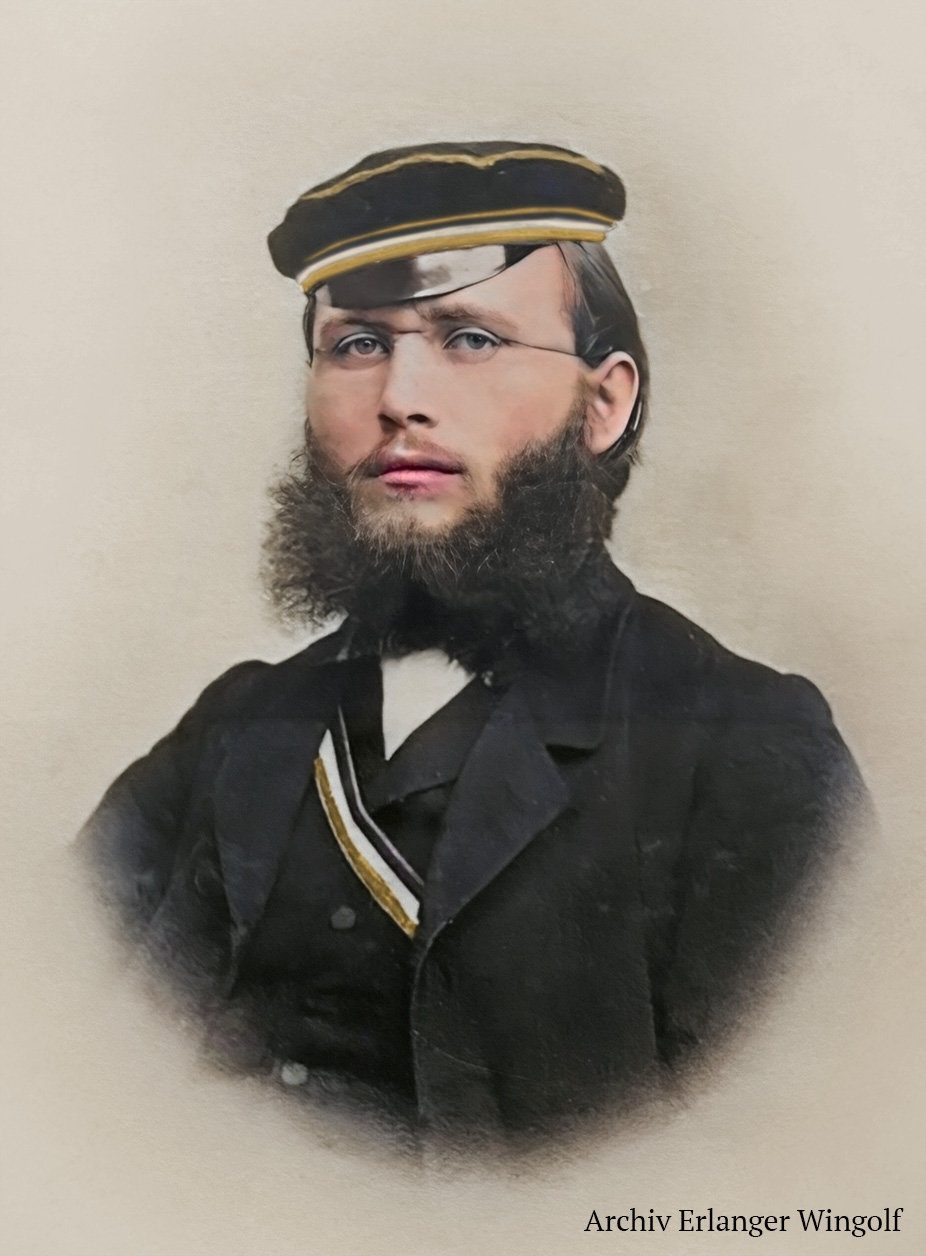
Theodor Schäfer als Student, 1866, koloriert

Philipp Heinrich Wilhelm Theodor Schäfer (* 17. Februar 1846 in Friedberg (Hessen); † 24. Februar 1914 in Rotenburg (Wümme)) war ein deutscher, lutherischer Pastor und Theologe. Er gilt als Pionier der Körperbehindertenfürsorge.

## Leben
Theodor Schäfer war der älteste Sohn von Johann Peter Schäfer, der in Friedberg eine Blindenanstalt gegründet und bis zu seinem 81. Lebensjahr geleitet hatte. Während des Studiums der Theologie in Gießen (1864–1866), Erlangen (1866–1867) und Leipzig (WS 1867/68) trat Theodor Schäfer dem Gießener, Erlanger und Leipziger Wingolf bei. Er hospitierte zweimal für insgesamt sechs Wochen bei Wilhelm Löhe, eine prägende Erfahrung für ihn und seinen späteren Beruf. Nach dem Examen verbrachte er ein Jahr im Predigerseminar Friedberg (1868–1869). 
Anschließend war er von Mai 1869 bis August 1870 (wie zuvor Bodelschwingh) als Pastor der deutschen evangelischen Gemeinde in Paris tätig. Wegen des Kriegsbeginns kam er im August 1870 zurück ins Deutsche Reich und wurde Inspektor in den von Heinrich Matthias Sengelmann geleiteten Alsterdorfer Anstalten.
Am 5. September 1872 übernahm Schäfer das Amt des Direktors und Vorstehers der fünf Jahre zuvor gegründeten schleswig-holsteinischen Diakonissen-Anstalt zu Altona. Hier arbeitete er 39 Jahre lang, bis er 1911 in den Ruhestand ging. Drei Jahre später starb er in Rotenburg (Wümme). Er wurde auf dem Altonaer Diakonissenfriedhof neben seiner Frau begraben.

## Familie
Sein Vater war der Sozialreformer Johann Peter Schäfer.

Seine Mutter war die Lehrerstochter Henriette („Jettchen“) Anthes aus Lich, (* 6. Oktober 1816 in Erda; † 2. Juni 1899 in Friedberg)
Ende August 1871 heiratete Schäfer Christiane Berg (* 1847 in Kirchheim/Teck). Das Paar hatte drei Kinder, darunter den Theologen und Historiker Ernst Schäfer und den Kirchenmaler Rudolf Schäfer. Sie starb im Jahr 1889. Im Jahr 1892 heiratete er Cornelia Maria Siemssen (* 1866 in Hamburg; † 1946).

## Werk
Neben der Arbeit in der Diakonissenanstalt setzte Schäfer sich in enger Zusammenarbeit mit Theodor Hoppe, dem Leiter des Oberlin-Hauses in Potsdam, besonders für die Körperbehindertenfürsorge ein. Nach einem Studium der damals schon sehr viel weiter ausgebauten „Krüppelfürsorge“ in Dänemark führte er 1897 unter Mitwirkung der Landratsämter in Schleswig-Holstein eine allgemeine Erhebung der Verkrüppelung durch. Dabei wurde festgestellt, dass es in Schleswig-Holstein mindestens 3475 verkrüppelte Erwachsene und 1292 verkrüppelte Kinder unter 16 Jahren gab. Tief erschrocken über diese Zahlen errichtete er schon ein Jahr später, am 2. Oktober 1898, das erste Krüppelheim für Kinder in Schleswig-Holstein (in Altona). Dort waren zunächst 11 Kinder untergebracht; 1901 waren es schon 30. 1902 wurde auf dem Gelände „Alten Eichen“ in Stellingen ein Heim für körperbehinderte Kinder und Jugendliche aufgebaut. Von 1899 bis 1909 gab Schäfer das Jahrbuch der Krüppelfürsorge heraus. 
Schon vorher entfaltete Schäfer eine rege publizistische Tätigkeit und gab der Diakoniewissenschaft einen Platz innerhalb der Praktischen Theologie. Er gab das Buch Leitfaden der inneren Mission sowie das dreibändige Werk Die weibliche Diakonie, das lange als Standardwerk galt, heraus.
Zusammen mit Johann Samuel Büttner, Hannover, und Emil Wacker, Flensburg, galt er um die Jahrhundertwende als politische Autorität. Er erarbeitete zusammen mit Friedrich Naumann grundlegende sozialpolitische Auffassungen. In allem blieb er jedoch seinem kirchlichen Auftrag verbunden.
Seine Arbeit war gekennzeichnet von der effektiven Kombination aus nüchternem Sachverstand mit methodischer Handlung und glaubensstarkem, leidenschaftlichem Engagement für die „Krüppelarbeit“.

## Nachtrag
Ein Ausschnitt aus dem Buch der Krüppelfürsorge:

„Der Kreistag zu Husum Reg.-Bez. Schleswig hat am 1. Mai 1901 einstimmig beschlossen, den Kreisausschuß zu ermächtigen, Verkrüppelte in geeigneten Fällen auf Kreiskosten in einer Anstalt, vorzugsweise in dem Altonaer Krüppelheim unterzubringen. Dieser für die Krüppelsache, zunächst in Schleswig-Holstein, hocherfreuliche Beschluß hat für den Kreis selbst schon Früchte gebracht. Wenn man so von den Kreisen aus zielbewusst und spontan vorgeht, brauchen die armen Gebrechlichen einerseits nicht auf Hilfe zu warten, bis eine gesetzliche allgemeine Zwangspflicht die Krüppelfürsorge regelt, andererseits wird die gesetzliche Regelung um so eher eintreten, je mehr Kreise freiwillig sich regen, damit dann auch die noch Rückständigen ihre Aufgaben voll erfassen lernen. Welcher Kreis wird mit solchem Beschluß in unserer Provinz der nächste sein? Wie sieht es außerhalb Schleswig-Holsteins damit aus? Nachrichten sehr willkommen!“

Wie in seinem Buch erwartet wurde die Behindertenfürsorge 1920 durch das Preußische Krüppelfürsorgegesetz vom preußischen Staat gesetzlich geregelt. Es machte die Fürsorge für Körperbehinderte zur Pflichtaufgabe der Landesfürsorgeverbände und gab den Heimen durch die Gewährung staatlicher Pflegegelder eine gesicherte finanzielle Grundlage. 
Die Diakonissenanstalt in Altona wurde während des Zweiten Weltkrieges zerstört.

## Ehrungen

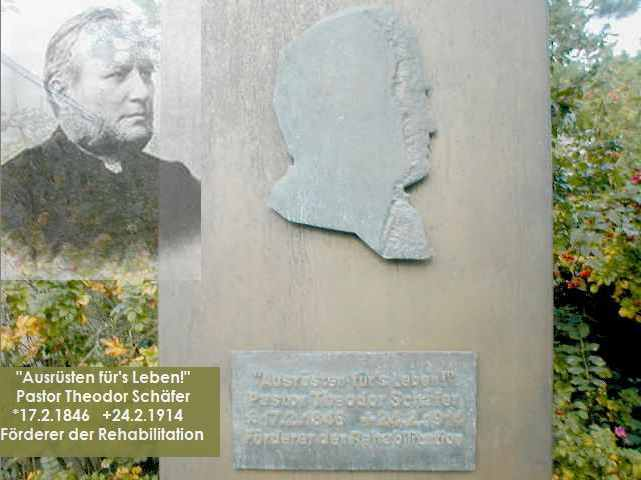
Theodor Schäfer
Steinwand auf dem Gelände des TSBW

1897 verlieh die Universität Rostock Schäfer die theologische Ehrendoktorwürde.
Das Theodor-Schäfer-Berufsbildungswerk in Husum trägt seinen Namen, ebenso der Theodor-Schäfer-Damm in Hamburg.

## Veröffentlichungen (Auswahl)
- Die weibliche Diakonie in ihrem ganzen Umfange (3 Bde.). Stiftungsverlag, Potsdam (2. Aufl.) 1887–1894.
- Leitfaden der inneren Mission zunächst für den Berufsunterricht in Brüder-, Diakonen- und Diakonissen-Anstalten. Agentur des Rauhen Hauses, Hamburg (2. Aufl.) 1889.
- Im Dienst der Liebe. Skizzen zur Diakonissensache. Bertelsmann, Gütersloh 1895.
- Wilhelm Löhe . 4 Vorträge über ihn nebst Lichtstrahlen aus seinen Werken. Bertelsmann, Gütersloh 1909.